# Суродин, Руслан Андреевич
Русла́н Андре́евич Суро́дин (род. 26 октября 1982, Псков) — российский футболист, полузащитник. Тренер.

## Карьера
Воспитанник детско-юношеской школы «Стрела» города Пскова. Тренер — В. П. Кравченко.
Футбольную карьеру начал в 2000 году в клубе «Псков». В 2001 году перешёл в новороссийский «Черноморец», в составе которого дебютировал в Высшем дивизионе России, а также сыграл один матч в Кубке УЕФА против «Валенсии». Во второй половине 2003 года был отдан в аренду пермскому «Амкару», с которым вышел в Премьер-лигу. В 2005 году стал игроком владивостокского «Луча-Энергии». 2006 год провёл в составе астраханской команды «Волгарь-Газпром». В 2007 году подписал контракт с новотроицкой «Ностой», где играл в течение трёх сезонов и был капитаном команды. В 2010 году играл в «Тюмени». С 2011 года вновь играл в составе «Черноморца». В 2012 году вернулся в «Луч-Энергию». Затем снова играл за «Черноморец», после — за ставропольское «Динамо ГТС» и «Орёл». В 2016 году вернулся в Псков, став игроком клуба «Псков-747», с 2020 года — ФК «Псков», стал играть в линии обороны (с командой выиграл кубок МРО «Северо-Запад» в 2020 и 2021 годах, в 2021 году признан лучшим защитником всероссийского турнира кубка любительских команд).
В 2022 году назначен тренером команды ФК «Псков» (игроки 2006 г. р.) — участницы ЮФЛ — Северо-Запад.

## Достижения
- Победитель Первого дивизиона: 2003, 2005
- Серебряный призёр Первого дивизиона: 2002
- Победитель зоны «Восток» Второго дивизиона: 2012/2013
- Серебряный призёр Второго дивизиона: 2010 (зона «Урал-Поволжье»), 2013/2014 (зона «Юг»)
- Финалист Кубка Премьер-лиги: 2003*

* Из шести матчей «Черноморца» в турнире сыграл в одном (первый матч 1/8 финала), выйдя на замену на 90-й минуте.

## Статистика
| Сезон     | Клуб            | Лига                           | Чемпионат | Чемпионат | Кубок | Кубок | Кубок лиги | Кубок лиги | Еврокубок | Еврокубок | Итого | Итого |
| Сезон     | Клуб            | Лига                           | Игры      | Голы      | Игры  | Голы  | Игры       | Голы       | Игры      | Голы      | Игры  | Голы  |
| --------- | --------------- | ------------------------------ | --------- | --------- | ----- | ----- | ---------- | ---------- | --------- | --------- | ----- | ----- |
| 2000      | Псков           | Второй дивизион. Запад         | 21        | 0         | —     | —     | —          | —          | —         | —         | 21    | 0     |
| 2001      | Черноморец      | Высший дивизион                | 2         | 0         | —     | —     | —          | —          | 1         | 0         | 3     | 0     |
| 2002      | Черноморец      | Первый дивизион                | 8         | 1         | 2     | 0     | —          | —          | —         | —         | 10    | 1     |
| 2003      | Черноморец      | Премьер-лига                   | 6         | 0         | —     | —     | 1          | 0          | —         | —         | 7     | 0     |
| 2003      | Амкар           | Первый дивизион                | 13        | 0         | 2     | 0     | —          | —          | —         | —         | 15    | 0     |
| 2004      | Черноморец      | Первый дивизион                | 24        | 3         | —     | —     | —          | —          | —         | —         | 24    | 3     |
| 2005      | Луч-Энергия     | Первый дивизион                | 17        | 1         | 3     | 0     | —          | —          | —         | —         | 20    | 1     |
| 2006      | Волгарь-Газпром | Первый дивизион                | 39        | 2         | 1     | 0     | —          | —          | —         | —         | 40    | 2     |
| 2007      | Носта           | Первый дивизион                | 38        | 1         | 1     | 0     | —          | —          | —         | —         | 39    | 1     |
| 2008      | Носта           | Первый дивизион                | 41        | 2         | —     | —     | —          | —          | —         | —         | 41    | 2     |
| 2009      | Носта           | Первый дивизион                | 11        | 2         | —     | —     | —          | —          | —         | —         | 11    | 2     |
| 2010      | Тюмень          | Второй дивизион. Урал-Поволжье | 24        | 1         | —     | —     | —          | —          | —         | —         | 24    | 1     |
| 2011/2012 | Черноморец      | Футбольная национальная лига   | 36        | 1         | 1     | 0     | —          | —          | —         | —         | 37    | 1     |
| 2012/2013 | Луч-Энергия     | Второй дивизион. Восток        | 17        | 0         | —     | —     | —          | —          | —         | —         | 17    | 0     |
| 2013/2014 | Черноморец      | Первенство ПФЛ. Юг             | 24        | 0         | 1     | 0     | —          | —          | —         | —         | 25    | 0     |
| 2014/2015 | Динамо-ГТС      | Первенство ПФЛ. Юг             | 29        | 2         | 1     | 0     | —          | —          | —         | —         | 30    | 2     |
| 2015/2016 | Орёл            | Первенство ПФЛ. Центр          | 20        | 0         | 1     | 0     | —          | —          | —         | —         | 21    | 0     |
| 2016/2017 | Псков-747       | Первенство ПФЛ. Запад          | 20        | 1         | 1     | 0     | —          | —          | —         | —         | 22    | 1     |
| 2017/2018 | Псков-747       | Первенство ПФЛ. Запад          | 24        | 0         | 2     | 0     | —          | —          | —         | —         | 26    | 0     |
| 2018/2019 | Псков-747       | Первенство ПФЛ. Запад          | 18        | 1         | 1     | 0     | —          | —          | —         | —         | 19    | 1     |
| 2019/2020 | Псков-747       | Первенство ПФЛ. Запад          | 14        | 0         | 1     | 0     | —          | —          | —         | —         | 15    | 0     |